# 매슈 데니
매슈 데니(영어: Matthew Denny, 1996년 6월 2일~)는 오스트레일리아의 육상 선수이며, 주 종목은 원반던지기이다.  2004년 하계 올림픽 남자 원반던지기 종목에서 동메달을 획득했다.